# Поліна Дашкова (співачка)
Поліна Дашко́ва (нар. 28 січня 2004, Київ, Україна) — українська співачка, фіналістка фестивалю «Українська пісня», учасниця дитячого фестивалю «Чорноморські ігри» та дитячого Євробачення 2016.

## Музична діяльність
З дитинства займаласяспівами та танцями. У віці з 3 до 15 років танцювала у ансамблі народних танців «Україна». У 2016 році брала участь у Дитячому Євробаченні з піснею «До Бога». Кліп було опубліковано на ютуб-каналі ELLO. Брала участь у «Музична платформа 2016» в Києві.[неавторитетне джерело] У вересні 2019 року вона виступила на концерті пам'яті Миколи Мозгового.[неавторитетне джерело] У березні 2021 року брала участь у Великодній виставі «Хресна дорога» у Міжнародному дитячому центрі «Артек».[неавторитетне джерело] Влітку 2021 року Поліна виступила на дитячому фестивалі «Чорноморські ігри». 7 лютого 2022 року виступила на благодійному вечері «Врятуй дитяче життя» у Києві.[неавторитетне джерело]
7 квітня 2022 року випустила дебютний сингл «Плакала Калина» і два ремікси на цю пісню від Shnaps та SLAVKO. Згодом пройшла тактичну військову підготовку, закликавши українців теж її пройти.
23 липня 2022 року Поліна виступила на благодійному концерті «У єдності — сила» в Києві. 13 жовтня випустила пісню і кліп «Хустинка», присвячені захисникам України. 27 листопада виконала гімн України на благодійному матчі «Футбол заради перемоги» в Ужгороді. Брала участь у благодійних заходах від «Амбасадор дитинства», зокрема в Києві, Хмельницькому, Ужгороді, Луцьку, та Івано-Франківську.
У січні 2023 року виступила у звільненій Балаклії в рамках руху «Разом!».[неавторитетне джерело] 1 березня вийшов трек «З тобою спокійно» спільно з Dima PROKOPOV. Станом на 10 вересня 2023 трек посідав 99 місце в категорії «Top 100 Music Videos Ukraine» на YouTube. 4 березня 2023 року виступила на благодійному арт-заході «Пророки Перемоги» до річниці дня народження Т. Шевченка. 18 березня виступила на благодійному фестивалі «Braveua Fest» у Києві. 7 квітня виступила на благодійному концерті «Музика війни» у Києві, а 21 квітня — на благодійному концерті у Варшаві, на якому збирали кошти для допомоги біженцям з окупованих територій. 10 травня виступила на концерті співака PTASHKIN як гість.
2023 року пройшла у фінал в конкурсі «Українська пісня», де 17 червня виступила у Львові на FESTrepublic. 18 липня у співачки вийшла пісня «Знаєш, мамо» та кліп до неї. 16 серпня співачка була номінована на музичну премію MUZVAR в номінації «Найкращі нові імена естради».[первинне джерело]

## Відеокліпи

### 2022
- 14 жовтня — Хустинка на YouTube

### 2023
- 19 липня — Знаєш, мамо на YouTube